# Siemens & Halske Sh 14

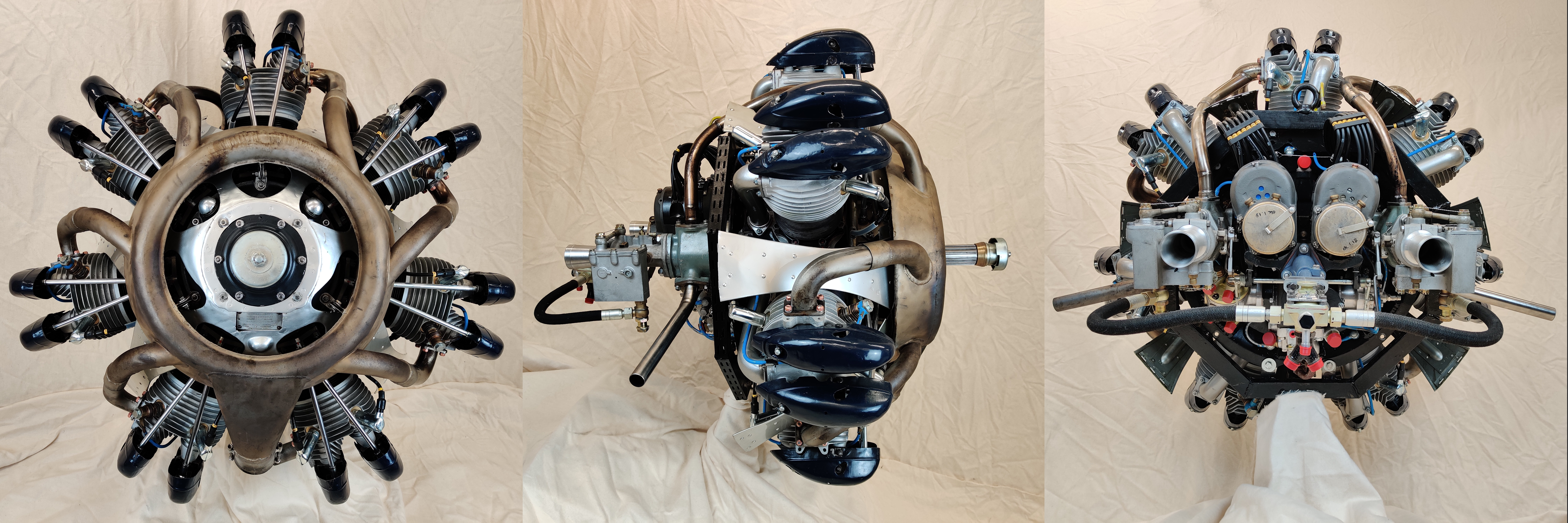
Sh 14 A4 in der Dreiseitenansicht

Der Siemens-Halske Sh 14 ist ein luftgekühlter Siebenzylinder-Sternmotor, der von Siemens & Halske in den 1920er Jahren entwickelt wurde. Ab dem Jahre 1928 startete die Serienproduktion. Durch Umfirmierungen und Abgabe von Rechten zum Lizenzbau ins Ausland wurde der Motor im Laufe der Zeit unter unterschiedlichen Namen vermarktet. Ursprünglich war er für den Einbau in Schul- und Übungsflugzeugen vorgesehen, wurde aber auch in Versuchsflugzeugen eingesetzt. Während seiner Produktionszeit war er der einzige Großserien-Sternmotor aus deutscher Produktion in der Leistungsklasse unter 300 kW (400 PS). Einige berühmte Piloten der damaligen Zeit nahmen mit diesem Motortyp an zahlreichen nationalen und internationalen Wettbewerben teil. Heute sind nur noch verhältnismäßig wenige dieser Motoren in flugfähigem Zustand erhalten. Der Betrieb und die Instandhaltung sind, verglichen mit moderneren Flugmotoren, aufwändig.

## Namensgebung

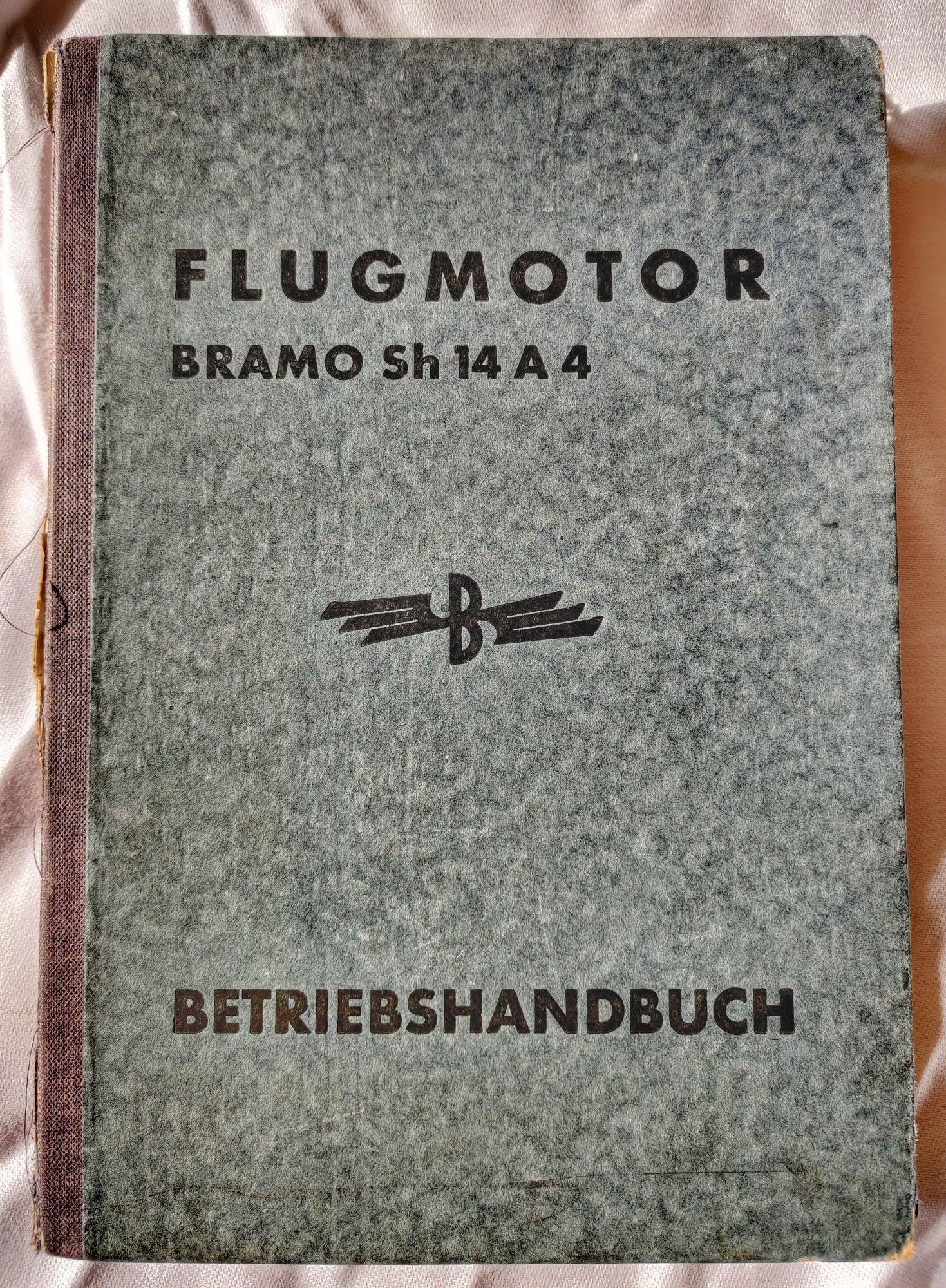
Betriebshandbuch des Motors aus dem Jahre 1937

Im Jahre 1912 entschloss sich das Unternehmen Siemens, in den Flugmotorenbau einzutreten. Im Jahre 1926 wurde der Flugmotorenbau als selbstständiges Werk unter dem Namen Siemens Flugmotorenwerk aufgestellt, unter dessen Ägide der Motor als Siemens-Halske Sh 14 auf den Markt kam. Unter dem Druck der Luftwaffe der Wehrmacht, die mit der Abwicklung der Großaufträge unzufrieden war, wurde das Unternehmen Siemens Apparate und Maschinen G.m.b.H. (SAM) gegründet. Fortan erschien der Motor auch unter dem Namen SAM 314. Die Siemens Apparate und Maschinen G.m.b.H. existierte jedoch nur kurze Zeit. Der Druck zur Erweiterung der Produktionskapazität auf Geheiß der Luftwaffe stieg derart an, dass dies der zuständige Geschäftsführer Carl Friedrich von Siemens nicht glaubte verantworten zu können. Nach langen Verhandlungen wurde das gesamte Unternehmen an die Behörde verkauft und firmierte im Jahr 1936 zu den Brandenburgischen Motorenwerken (BRAMO) um. Fortan wurde der Motor als BRAMO Sh 14 A oder BRAMO Sh 14 A4 produziert. Nur zwei Jahre später verlangte das Reichsluftfahrtministerium, die Bemühungen um den Bau von luftgekühlten Sternmotoren weiter zu bündeln. Es entstand ein Entwicklungsvertrag zwischen BMW und BRAMO und im Juni 1939 gingen die Brandenburgischen Motorenwerke in den Besitz der BMW-Flugmotorenwerke GmbH in München über. Fortan wurde das Unternehmen als BMW-Flugmotorenwerke Brandenburg GmbH geführt. Der Sh 14 erschien daraufhin auch als BMW-Bramo oder BMW Sh 14 in der Literatur. Auch Kombinationen aus den verschiedenen Namen erscheinen in der Literatur. So wird der Motor im Flugzeugtypenbuch 1939/40 unter dem Hersteller BMW Flugmotorenwerke Brandenburg GmbH als Bramo Sh 14 A4 gelistet. Auch die Nomenklatur bezüglich Sh 14 ist nicht einheitlich. Die Bezeichnung variiert anscheinend ohne festes Muster mit und ohne Leerzeichen an verschiedenen Stellen der Abkürzung. Viele unterschiedliche Kombinationen können vorgefunden werden.

## Allgemeine Beschreibung

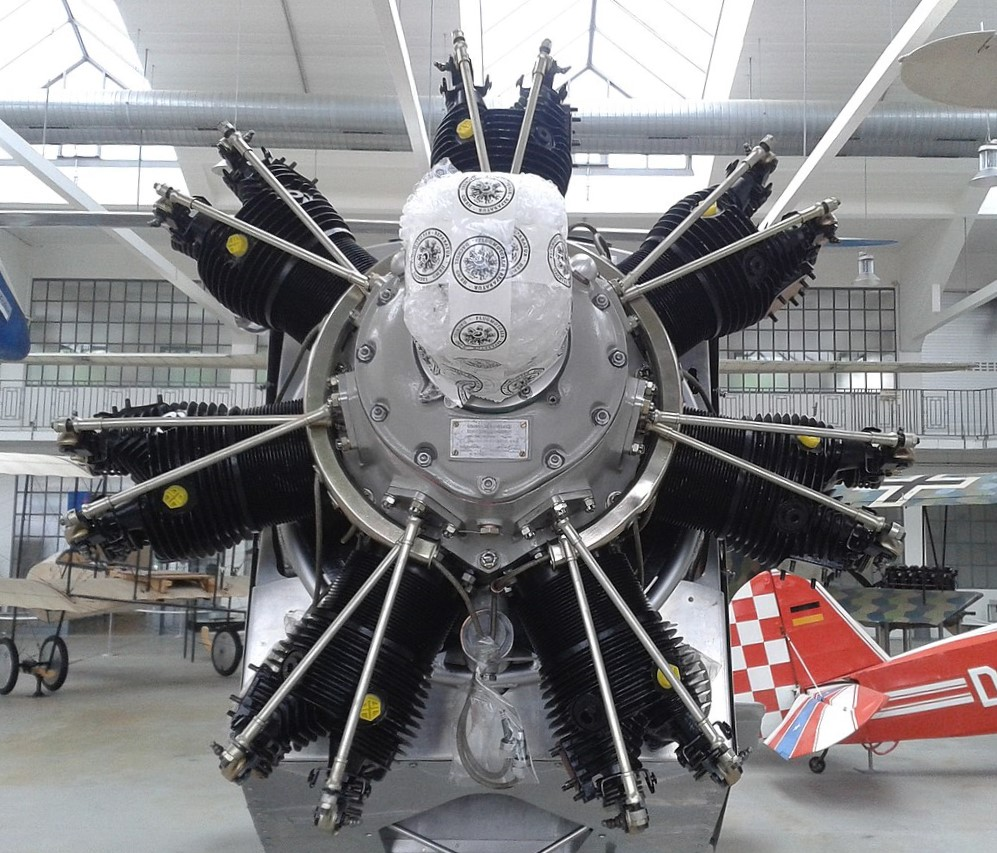
Sh 14 an einem Flugzeugrumpf

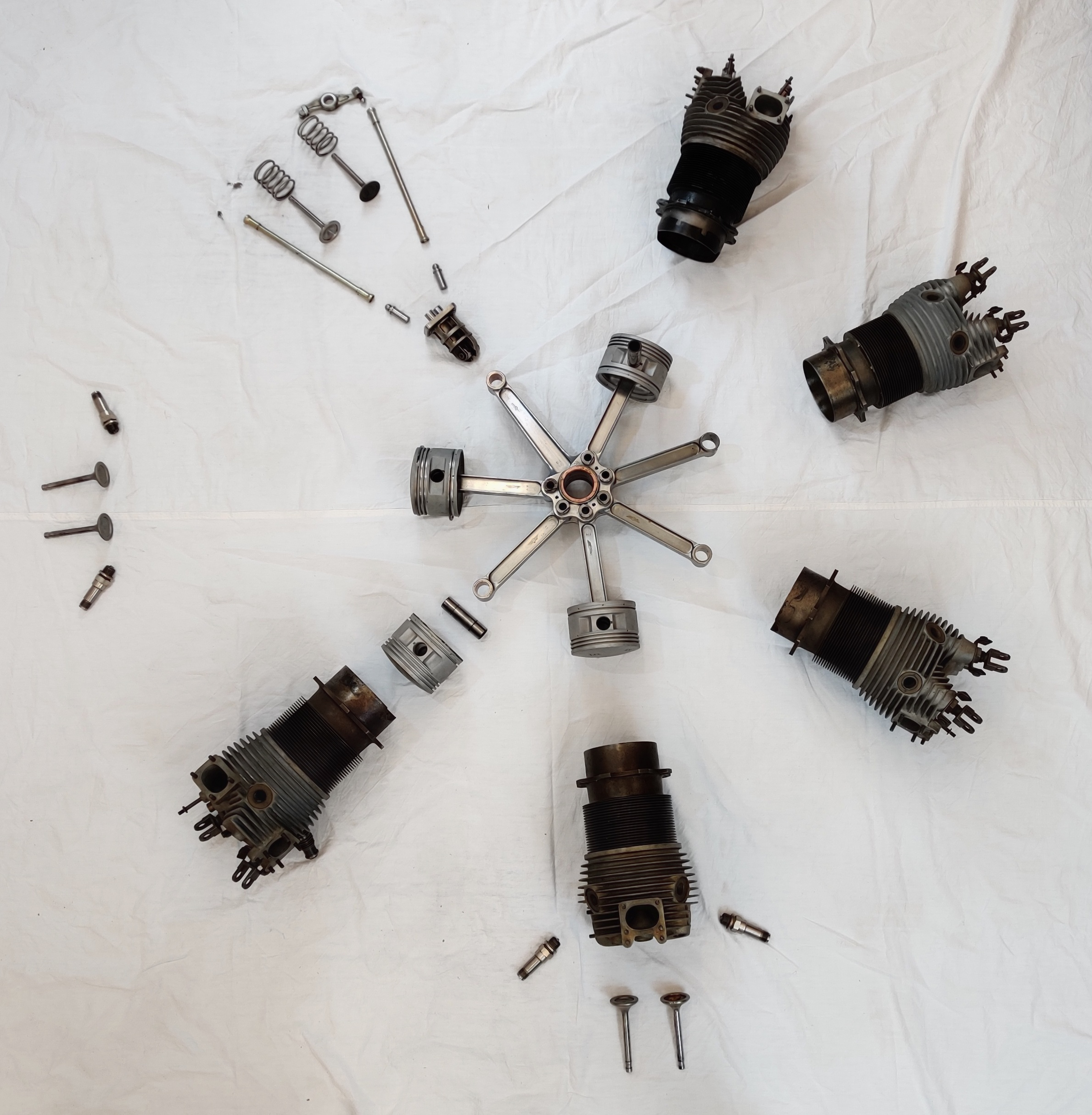
Prinzipbild des Kurbel- und Ventiltriebs mit Zylindern

Der Sh 14 in der Version A4 ist ein Sternmotor mit sieben Zylindern, der nach dem Ottoverfahren im Viertakt arbeitet. Die Version A4 ist diejenige, welche heute noch am häufigsten vorzufinden ist. Das Gemisch wird mit zwei Vergasern gebildet. Die Kurbelwelle hat eine Kröpfung; der Motor hat ein Hauptpleuel, an das sechs Nebenpleuel angelenkt sind. Die Ventile – zwei je Zylinder – sind hängend angeordnet und werden durch eine Nockentrommel, Stoßstangen und Kipphebel betätigt.
Es ist vorgesehen, den Motor sowohl mit Zug-, als auch mit Druckpropeller verwenden zu können. Dies erfordert ein drittes Kurbelwellenlager im vorderen Motordeckel, das sowohl Zug- als auch Druckkräfte aufnehmen kann. Wird der Motor mit Zugpropeller verwendet, dreht er in Flugrichtung rechts herum. Im Druckbetrieb dreht er folglich links herum. Der oberste Zylinder trägt die Nummer 1, die restlichen Zylinder werden im Drehsinn nummeriert. Die Zündfolge lautet 1-3-5-7-2-4-6.
Der Hubraum des Motors beträgt 7,7 Liter; es gab zwei Grundmuster des Motors mit zwei unterschiedlichen Verdichtungsverhältnissen. Die Variante mit einem Verdichtungsverhältnis von 6:1 hat 119 kW (160 PS) Leistung und muss mit einem Kraftstoff betrieben werden, der eine Mindestoktanzahl von 80 ROZ aufweist. Bei diesem Kraftstoff handelte es sich seinerzeit um ein Benzin-Benzol-Gemisch oder um Benzin, welches mit Tetraethylblei versetzt war. Die Variante mit einem Verdichtungsverhältnis von 5,3:1 liefert nur 150 PS (110 kW), konnte aber dafür mit den damals üblichen Ottokraftstoffen mit einer Klopffestigkeit von 74 ROZ betrieben werden. Die Verdichtungsunterschiede im Motor wurden einzig durch unterschiedliche Bauformen des Kolbens erreicht. Bei der Verdichtung mit 6:1 ergibt sich eine Literleistung von 21 PS/dm³ (15,5 kW/dm³).
Mit der Verdichtung von 6:1 kann der Motor kurzzeitig 160 PS (118 kW) bei 2200/min liefern. Die sogenannte erhöhte Dauerleistung beträgt 145 PS (107 kW) bei 2140/min und die Dauerleistung ist mit 128 PS (94 kW) bei 2050/min angegeben. Im Betrieb mit dem Verdichtungsverhältnis 5,3:1 ändern sich die Kurzleistung, erhöhte Dauerleistung und Dauerleistung auf 150 PS (110 kW), 135 PS (99 kW) und 120 PS (88 kW). Die kurzzeitige Höchstleistung darf höchstens eine Minute, die erhöhte Dauerleistung darf bis zu fünf Minuten lang abgerufen werden. Im Sturzflug darf der Motor „kurzzeitig“ bis zu 2800/min drehen.
Der Motor wiegt rund 135 kg und hat einen Durchmesser von 936 mm. Seine Länge beträgt, gemessen vom hinten gelegenen Ansaugrohr des Vergasers bis zum vorderen Kurbelwellenschaft, 839 mm. Sein Leistungsgewicht beträgt in der Variante mit einem Verdichtungsverhältnis vom 6:1 folglich 0,84 kg/PS (0,62 kW/kg).
Der spezifische Kraftstoffverbrauch ist mit 220 bis 240 g/PSh (299 bis 326 g/kWh) angegeben. Bei einer Dauerleistung von 128 PS (94 kW), einem angenommenen spezifischen Kraftstoffverbrauch von 230 g/PSh (313 g/kWh) und der Dichte des Kraftstoffs von 0,75 g/cm³ ergäbe sich daraus ein Kraftstoffverbrauch von 39,25 l/h. Im realen Betrieb liegen die Verbräuche je nach Flugzeugmuster, Ausführung und Beanspruchung des Motors zwischen 31 und 40 Litern pro Stunde.
Als Motoröle waren seinerzeit Stanavo und AeroShell 120 empfohlen. Für die Stellen, die mit Fett abzuschmieren waren, wurde Shell Kipphebelfett GR, Gargoyle Compound Nr. 3 oder Stanavo Lubricant 1000 empfohlen. Das Handbuch empfiehlt alle unbekannten Ölsorten nicht zu verwenden und sich auf den Verbrauch der guten Markenöle zu beschränken. Der Ölverbrauch des Motors wird in der Literatur sehr unterschiedlich angegeben. In Werbeprospekten von verschiedenen Herstellern des Motors und sogar in den Betriebsvorschriften und dem Betriebshandbuch werden verschiedene Angaben gemacht. Sie reichen von 5–8 g/PSh über 3–12 g/PSh bis hin zur Angabe von 0,5–1,95 l/h.
Die Doppelzündung des Motors arbeitet mit zwei unabhängigen Zündmagneten des Typs Bosch JF7. Die beiden Zündkreise versorgen je eine Zündkerze pro Zylinder, wodurch eine Redundanz für die Betriebssicherheit erzeugt wird: Fällt ein Zündmagnet aus, kann der Motor trotzdem noch weiterlaufen, wenn auch mit verminderter Leistung. Zum Anlassen wird die Zündanlage auf einen späten Zündzeitpunkt gestellt. Dies erfolgt wahlweise über einen Schalter an der Instrumententafel des Flugzeugführers oder über eine Zwangsschaltung, die mit dem Gashebel gekoppelt ist. Bei Leerlauf oder niedriger Last, wird die Zündung in Abhängigkeit der Gashebelstellung auf spät geschaltet. Bewegt der Flugzeugführer den Gashebel nach vorn, wird die Zündung ab einer bestimmten Gashebelstellung auf früh geschaltet. Dies sorgt für ein leichteres Anspringen des Motors und verbesserter Leistung in höheren Drehzahlbereichen. Im Falle einer manuellen Schaltung muss der Flugzeugführer vor dem Start mit dem Flugzeug den Zündzeitpunkt von Hand auf „früh“ stellen. Der Unterschied im Zündwinkel bei Spät- beziehungsweise Frühzündung beträgt etwa 5 °KW.

## Betrieb
Der Betrieb des Motors unterscheidet sich im Vergleich zu modernen Flugmotoren. Das Anlassen des Motors ist, verglichen mit heute gängigen Motoren wie der Lycoming O-360- oder der Rotax 912-Familie, komplexer. Während heute gängige Flugmotoren vom Flugzeugführer alleine angelassen werden, erfordert es zum Anlassen des Sh 14 in der Regel zwei Bediener: Den Flugzeugführer und einen Starthelfer. Zusätzlich fallen im Betrieb laufende Wartungsarbeiten an. Nach längeren Flügen sollen umfangreiche Überprüfungen vorgenommen werden.
Zum Anlassen des Motors muss der Motor häufig von Hand durchgedreht werden. Um die Anzahl der Umdrehungen einfacher feststellen zu können, wird die Umdrehungszahl häufig in „Blättern“ angegeben. Der Starthelfer zählt jedes Mal, wenn ein Propellerflügel (in der Luftfahrt oft als Propellerblatt bezeichnet) den ersten Zylinder passiert, ein Blatt weiter. Zwei Blätter entsprechen somit einer vollen Motorumdrehung. Diese Nomenklatur erleichtert die klare Kommunikation zwischen Flugzeugführer und Starthelfer.
Je nach Flugzeugtyp, in dem der Motor eingebaut wurde, können weitere Vorschriften oder Empfehlungen hinzukommen, die nicht oder anders in der Motordokumentation beschrieben sind. Beispielhaft sei der zulässige Drehzahlabfall bei der Überprüfung der Zündkreise genannt. Hier setzt BRAMO einen Rahmen von 50/min Drehzahlabfall, wohingegen das Handbuch der Focke-Wulf Fw 44 bei Verwendung des Sh 14 einen Drehzahlabfall von 50 bis 100/min für unbedenklich erklärt.

### Anlassen des Motors

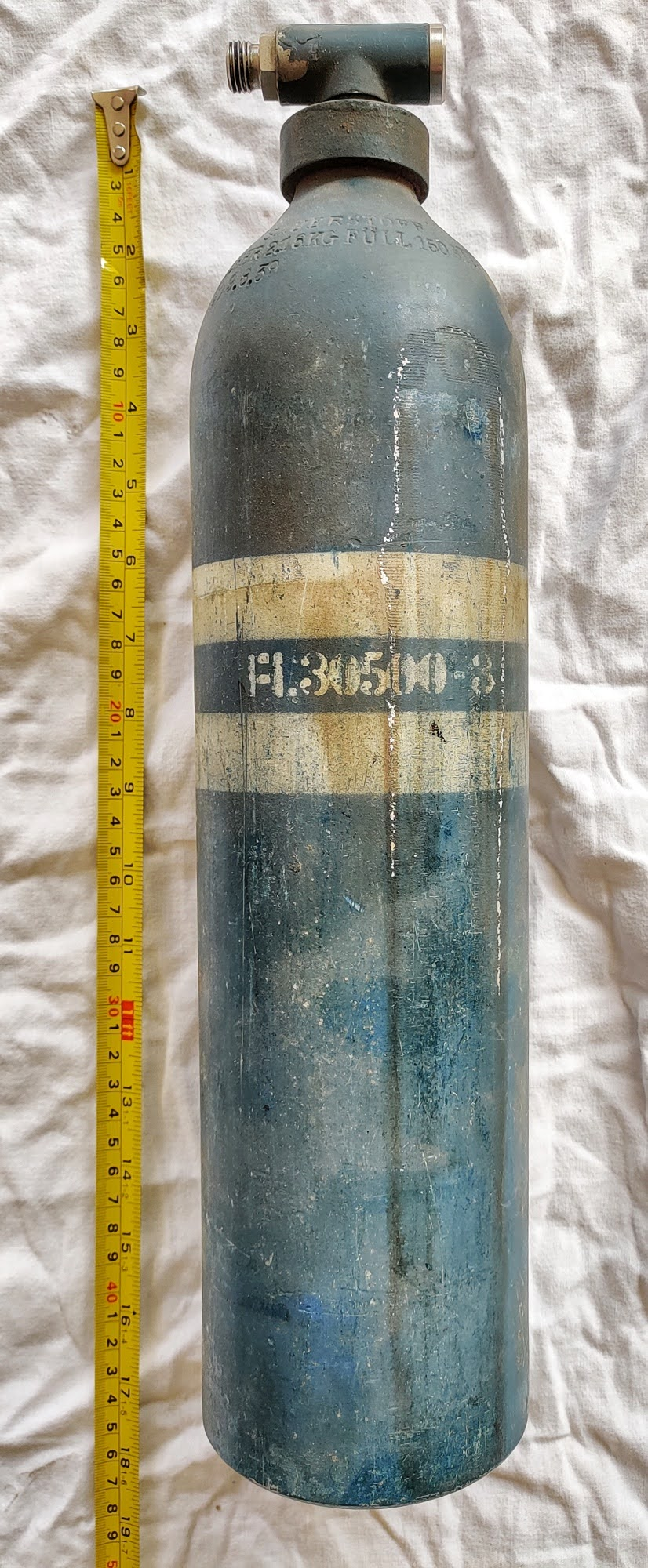
Sonderausrüstung: Druckluftbehälter aus Leichtmetall (BRAMO-Bestellnummer 6401) zum Starten des Motors

Das Anlassverfahren ist je nach Ausführung des Motors unterschiedlich. Das hängt vor allem von den verwendeten Vergasern, der Anlassvorrichtung und der Zündanlage ab. Der Motor kann je nach Ausführung durch das Drehen am Propeller, mittels interner oder externer Druckluft oder per Handkurbel angelassen werden. Ein elektrischer Anlasser ist nicht verfügbar. Vor dem Anlassen ist in jedem Fall die Benzin- und Ölzufuhr zum Motor zu öffnen, was in der Regel vom Führerstand des Flugzeuges aus geschehen kann. Beim Anlassen mit den SUM-Standardvergasern wird der Motor üblicherweise von einem Starthelfer am Propeller mehrere Umdrehungen bei abgeschalteter Zündung vorgedreht. Dabei spritzt der Flugzeugführer Startkraftstoff zum Anfetten des Kraftstoff-Luft-Gemischs per Handpumpe vom Pilotensitz aus in den Ansaugtrakt des Motors ein. Danach stellt sich der Starthelfer den Propeller in eine Position aus der heraus er ihn gut durchdrehen und schnell vom Motor zurücktreten kann. Der Starthelfer gibt dem Piloten danach ein Zeichen, die Zündung einzuschalten. Nun dreht der Starthelfer am Propeller einen Kolben über den oberen Totpunkt und die Zündanlage kann über einen sogenannten „Schnapper“ trotz der niedrigen Drehzahl beim Handstart einen Zündfunken erzeugen. Sofern in dem Zylinder, der den Zündfunken erhält, ein zündfähiges Gemisch vorhanden ist, wird der Motor nun anspringen und im günstigsten Fall weiterlaufen. Oft muss die Prozedur mehrfach wiederholt werden, bis der Motor stabil läuft (siehe Video). Stellt sich nach einigen Versuchen kein Erfolg ein, wird der Motor „rekonditioniert“. Das bedeutet, dass der Flugzeugführer die Zündung abschaltet, den Gashebel ganz nach vorn schiebt und dadurch die Drosselklappen der Vergaser vollständig öffnet. Der Helfer dreht den Motor nun einige Umdrehungen rückwärts. So wird Frischluft über den Auspuff angesaugt, welche nicht mit Benzin versetzt wird und das nicht zündfähige Gemisch und eventuell vorhandene Abgase werden über die Vergaser abgeleitet. Nach der Spülung der Zylinder mit Frischluft können erneut Anlassversuche durchgeführt werden. Beim Durchdrehen des Motors zum Anlassen und mit eingeschalteter Zündung hat der Starthelfer jederzeit damit zu rechnen, dass der Motor anspringt und muss diesem Risiko bei jedem Blatt, das er dreht, Rechnung tragen.
Das Anlassen mittels Druckluft erfolgt sinngemäß zum Anlassen per Hand. Allerdings wird der Motor beim Einspritzen von Benzin und zum Anlassen per bordeigener oder extern bereitgestellter Druckluft durchgedreht. Dabei ist zusätzlich zum Einspritzen des Startkraftstoffs ein Hebel für die Druckluftzufuhr zu bedienen. Die Versorgung mit interner Druckluft war eine Sonderausstattung. Da der Motor nicht mit einem Verdichter ausgestattet ist, können mit der internen Druckluft nur wenige Motorenstarts durchgeführt werden, bevor die interne Druckluftflasche wieder durch eine externe Druckluftquelle befüllt werden muss. Der Anlassdruck beträgt 8 bis 12 bar, wobei der interne Druckluftbehälter mit einem Betriebsdruck von 150 bar gefüllt werden kann.
Das Anlassen mittels Handkurbel erfolgt durch Einstecken einer Kurbel in eine Kupplung durch ein Loch in der Motorverkleidung. Danach ist die Kurbel so zu drehen, dass sich der Motor in seinem Drehsinn bewegt. Durch Wahrnehmung eines schnarrenden Geräusches wird festgestellt, ob sich die Kurbel im Eingriff mit der Kupplung befindet. Das schnarrende Geräusch ist die Rückschlagsicherung. Falls der Motor beim Anlassen zurückschlägt, wird das zeitgleiche Zurückschlagen der Kurbel durch diese Sicherung verhindert und die Verletzungsgefahr für den Starthelfer minimiert. Sollte die Kurbel nicht eingegriffen haben, ist während des Drehens so lange axialer Schub auf die Kurbel zu geben, bis das charakteristische Geräusch zu hören ist. Hat die Handkurbel in der Kupplung gegriffen, darf während des Drehens kein axialer Schub mehr auf die Kurbel gegeben werden, um das Ausrücken der Kurbel beim eventuellen Zurückschlagen des Motors zu erleichtern. Um die Handkurbel und die Kupplung endgültig mit dem Motor zu verbinden, muss an der Anlassvorrichtung ein Auslöser gezogen werden. Nun kann der Starthelfer an der Kurbel drehen, um den Motor in Bewegung zu setzen. Ab diesem Zeitpunkt erfolgt das Anlassen sinngemäß zum Anlassvorgang durch Drehen am Propeller. Dabei steht der Starthelfer links hinter dem Motor zwischen Tragflächen und Propeller. Bei der Verwendung der Kunstflugvergaser entfällt das Einspritzen von Kraftstoff in das Ansaugrohr. Die Zündung wird eingeschaltet und der Starthelfer dreht so lange am Propeller, bis der Motor anspringt. Dies geschieht üblicherweise unvermittelt nach 5 bis 20 Motorumdrehungen.

### Vor und während des Fluges

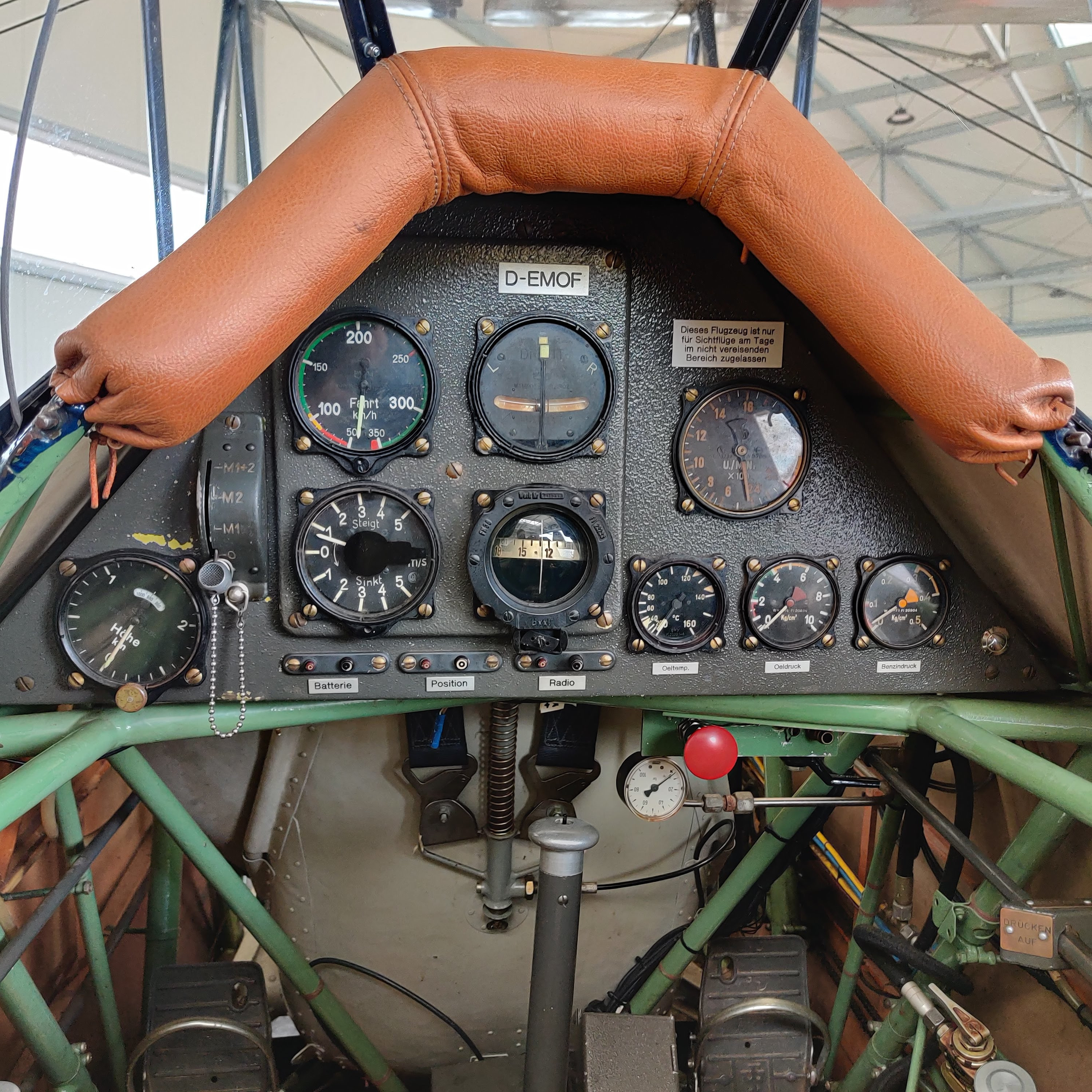
Rechts: Motorüberwachungsinstrumente für einen BRAMO Sh 14. Links: Zündkreis-Wahlschalter. Rechts unten: Startkraftstoffpumpe mit Absperrventil. Roter Knopf mit weißer Druckanzeige: Druckluftanlasser.

Nach dem „Anwerfen“ des Motors schreibt das Handbuch eine Warmlaufphase von etwa acht Minuten bei 500 bis 800/min. Dabei ist der Öldruck zu beobachten und sollte zwischen 2 und 4 kp/cm² liegen. Mit steigender Betriebstemperatur soll durch schnelles Öffnen – „nicht aufreißen“ – der Drosselklappe das Ansprechverhalten des Motors überprüft werden. In Vollgasstellung soll der Motor mit maximal 2200/min laufen. Zeitgleich muss festgestellt werden, ob bei maximal erreichbarer Drehzahl ein ruhiger Motorlauf vorliegt. Ist dies nicht der Fall, muss der Start abgebrochen und eine Fehlersuche eingeleitet werden. Vollgas darf am Boden jedoch nur kurze Zeit gegeben werden, da der Motor sonst überhitzen könnte. Im Vollgaslauf sind beide Zündkreise auf einwandfreie Funktion zu prüfen. Gemäß Handbuch darf die Drehzahl bei Nutzung von nur einem Zündkreis um maximal 50/min abfallen. Als wahrscheinlichste Ursache für einen höheren Drehzahlabfall bei der Prüfung der Zündkreise, nennt das Handbuch eine „Kerzenstörung“. Ebenso soll geprüft werden, ob der Motor vor der Prüfung der Zündkreise bei Volllast auf Frühzündung gestellt war.
Während des Fluges sind Öldruck, Benzindruck, Drehzahl und soweit möglich die Temperatur einer hinteren Zündkerze zu beobachten. Dabei sind folgende Werte als akzeptabel zu betrachten:
- Höchstdrehzahl: 2200/min
- Dauerflugdrehzahl: 2050/min
- Kraftstoffdruck: 0,1–0,3 kp/cm²
- Öldruck: 2–4 kp/cm²
- Höchste Öleintrittstemperatur in den Motor: 65 °C
- Zylindertemperatur an der hinteren Kerze höchstens: 250 °C

Je nach verwendeter Flugzeugzelle, empfiehlt das Handbuch die Dauerdrehzahl im Fluge so weit wie möglich zu reduzieren, um die Lebensdauer des Motors zu erhöhen.

### Nach dem Flug
Nach der Landung soll der Motor noch einige Minuten bei rund 500/min laufen und danach durch Abschalten der Zündung abgestellt werden. Die Öl- und Benzinzufuhr soll nach dem Abstellen sofort unterbrochen werden. Sofern der Motor mit Kunstflugvergasern ausgestattet ist, sollen die Drosselklappen der Vergaser sofort nach dem Abstellen des Motors vollständig geschlossen werden. Dadurch soll eine Überschwemmung der Gemischvorwärmung und Austreten von Kraftstoff aus den Vergasern verhindert werden. Wird der Motor im Freien abgestellt, soll er mit einer Segeltuchdecke vor Witterungseinflüssen geschützt werden. Bei Frost soll das Öl in betriebswarmem Zustand aus dem Motor abgelassen werden. Vor erneuter Inbetriebsetzung soll das Öl wieder vorgewärmt in den Motor gefüllt werden.
Das Handbuch schreibt abschließend vor, „nach längeren Flügen“ eine Überprüfung vorzunehmen, die der Überprüfung nach je 50 Betriebsstunden entspricht.

## Heutige Bedeutung
Die Flugzeuge, die mit dem Sh 14 ausgerüstet wurden, sind heute genauso selten wie der Motor selbst. Daher wird bei Restaurierungen von historischen Flugzeugen heute bereits auf andere Motoren mit ähnlichen Leistungsdaten zurückgegriffen, da praktisch keine Sh-14-Motoren mehr auf dem freien Markt verfügbar sind. Flugzeuge wie die Focke-Wulf Stieglitz mit Originalmotor sind daher heute auf Flugschauen gern gesehene Gäste.

## Bauart
Der Sh 14 arbeitet nach dem 4-Takt-Prinzip. Die Zylinder sind aus Stahl gefertigt; Zylinderköpfe und Kolben bestehen aus einer Aluminiumlegierung. Die zwei Ventile je Zylinder werden von einer Nockentrommel im Kurbelgehäuse über Stoßstangen und Kipphebel gesteuert. Die hohle Kurbelwelle ist mehrteilig ausgeführt. Das Kurbelgehäuse aus Elektronguss ist vierteilig. An der Rückseite des Motors befinden sich die beiden Bosch-Zündmagnete für die Doppelzündung sowie die beiden Vergaser der Berliner Firma SUM.

## Technische Daten Sh 14 A-4
Abmessungen:
- Zylinderzahl: 7
- Bohrung: 108 mm
- Hub: 120 mm
- Hub / Bohrung: 1,11
- Zylinderhubraum: 1100 cm³
- Gesamthubraum: 7700 cm³
- Verdichtungsverhältnis: 6,0 (5,3 bei Sh 14 A)

Einbaumaße:
- Länge, gr (ohne Nabe): 1008 mm
- Durchmesser, gr.: 936 mm

Kraftstoff:
- Oktanzahl mind.: 80
- Kraftstoffdruck 0,1–0,3 bar

Schmierstoff:
- Sommer / Winter: Aero-Shell mittel oder Stanavo 120

- Schmierstoffdruck: 2–4 bar
- Eintrittstemperatur: 65 °C
- Austrittstemperatur: 100 °C

Gewichte:
- Trockengewicht: 135 kg

Leistung und Verbrauch am Boden (Sh 14 A-4):
| Leistung für                   | 5 Minuten | 30 Minuten | Dauer |
| ------------------------------ | --------- | ---------- | ----- |
| Leistung in PS                 | 160       | 145        | 128   |
| Drehzahl in 1/min              | 2200      | 2140       | 2050  |
| Kraftstoffverbrauch in g/PSh   | 235       | 237        | 244   |
| Schmierstoffverbrauch in g/PSh | 3–12      | 3–12       | 3–12  |

Weitere Eckdaten:
- Zündfolge: 1-3-5-7-2-4-6
- Einlassventile je Zyl.: 1
- Auslassventile je Zyl.: 1
- Untersetzungsgetriebe: nein
- Drehsinn der Kurbelwelle und des Propellers: rechts / rechts
- Lader: nein
- Luftschraubenanschluss: Siemens-Bolzen- oder Rupp-Nabe
- max. Zylindertemperatur: 250 °C
- max. Drehzahl: 2800/min
- Hubraumleistung: 20,40 PS/l
- Leistungsgewicht: 0,84 kg/PS
- Kolbenbelastung: 0,25 PS/cm²
- Zündzeitpunktverstellung: Manuell oder über Gashebelstellung mittels Endschalter
- Schmierung: Trockensumpfschmierung
- Anlasser: Druckluft

## Anbaugeräte und Zündkerzen
|            | Vergaser      | Zündapparat | Zündkerzen | Anlasser | Förderpumpe |
| ---------- | ------------- | ----------- | ---------- | -------- | ----------- |
| Hersteller | SUM           | Bosch       | Siemens    | Bramo    | DBU         |
| Baumuster  | 438a und 439a | JF 7 ARS    | 10 F 18    |          | KM 3/0,45   |
| Anzahl     | 2             | 2           | 2 je Zyl.  | 1        | 2           |